# Małgorzata Fredkulla
Małgorzata Fredkulla (duń. Margrete Fredkulla) – królowa Danii, córka Inge I Starszego, króla Szwecji i Heleny.
Najpierw była żoną króla Norwegii Magnusa III Bosego, a następnie w dwa lata po jego śmierci w 1105 poślubiła króla Danii Nielsa. Jej pierwsze małżeństwo zostało zawarte z powodów politycznych i prawdopodobnie taki sam charakter miało jej drugie małżeństwo.
Była pierwszą królową Danii, której imię zostało – obok imienia króla – wybite na monetach. Wspominana jest jako mądra, przedsiębiorcza, a zarazem łagodna królowa. Udawało jej się często zażegnywać spory między swym synem Magnusem i Kanutem Lavardem. Imię Fredkulla znaczy: spokojna, pokojowo nastawiona.
Z drugiego małżeństwa doczekała się dwóch synów: Inge, który zmarł w wieku 15 lat po tym, jak został kopnięty przez konia, oraz Magnusa (ok. 1106–1134), późniejszego króla Szwecji.
Królowa Małgorzata zmarła około 1130 i prawdopodobnie została pochowana w kościele św. Trójcy w Roskilde, poprzedniku katedry w Roskilde.